# Moosach (Attel)
Die Moosach ist ein Fluss in Oberbayern. Sie entspringt bei Moosach (Landkreis Ebersberg) und mündet im Aßlinger Ortsteil Holzen in die Attel.

## Verlauf

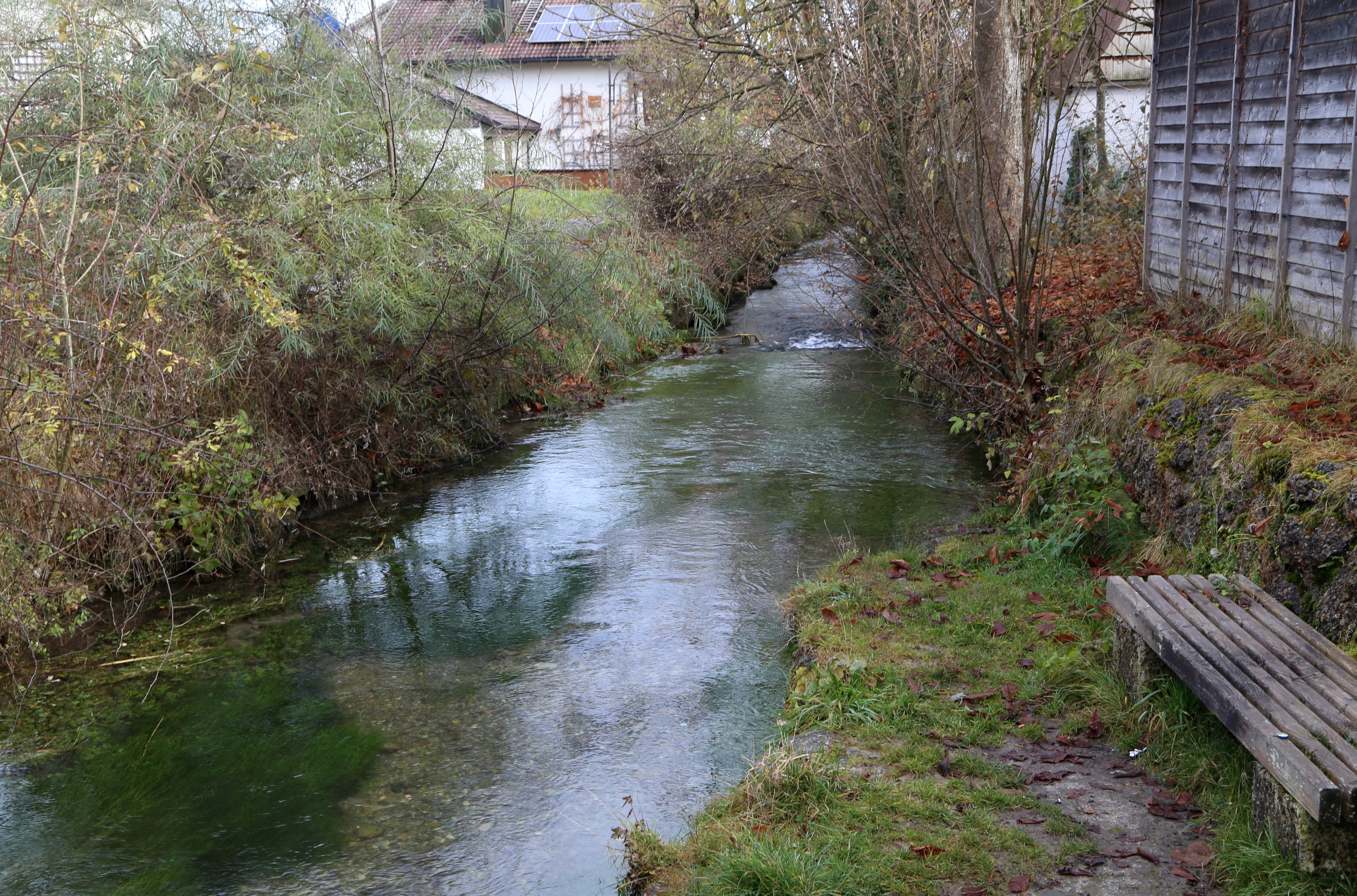
Der Fluss Moosach in Moosach

Die Moosach entspringt westlich von Altenburg, einem Ortsteil von Moosach, am Ende der Winkelleite. Wenige hundert Meter nach der Quelle mündet das Spiegelbächl, das vom Kitzelsee in der Nähe des Steinsees kommt, in die Moosach. Sie fließt danach durch die Winkelleite, an Altenburg vorbei durch den Ort Moosach, wo der Zufluss Doblbach von rechts in die Moosach mündet und fließt weiter in südöstlicher Richtung über Bruck und das Brucker Moos, bis sie schließlich beim Aßlinger Ortsteil Holzen in die Attel mündet. Von der Quelle bis zur Einmündung des Triebwerkkanals des ehemaligen Sägewerks in der Ortschaft Bruck bei Fluss-Kilometer 15,6 ist die Moosach ein Gewässer III. Ordnung, danach ein Gewässer II. Ordnung. Sie wird dem Gewässertyp „Bäche der Jungmoränen des Alpenvorlandes“ zugeordnet.
Durch massive Begradigungen und teilweise Laufverlegungen zur Wasserkraftnutzung hat die Moosach ihren ursprünglichen, stark gewundenen bis mäandrierenden Verlauf bis auf wenige Bereiche verloren und deutlich an Lauflänge eingebüßt. Allein zwischen Bruck und der Mündung in die Attel hat sie etwa 6,5 km verloren. Nur im FFH-Gebiet „Kupferbachtal, Glonnquellen und Gutterstätter Streuwiesen“ (Teilgebiet Gutterstätter Streuwiesen nahe Moosach) und beim Spiegelbach oberhalb der Fischzuchtanlage Altenburg hat sie noch einen natürlichen Verlauf. Im Brucker Moos ist ihr Lauf in Gestalt des Moosach-Hangkanals an den Ostrand des Moorgebietes verlegt, um die Beschickung der Pausmühle zu verbessern. Der ursprüngliche, ebenfalls begradigte alte Verlauf im Westen des Moores trägt heute den Namen Alte Moosach.

## Ökologischer und chemischer Zustand
Die Moosach ist ökologisch und chemisch in schlechtem Zustand. Mehrere Querbauwerke, besonders für Wasserkraftanlagen, versperren den Fischen den Weg. Die Fließgeschwindigkeit ist durch die Kanalisierung hoch, so dass keine Fischarten vorkommen, die langsam fließende Gewässer benötigen. Von 16 möglichen Arten von Fischen kommen nur die Äsche (Thymallus thymallus), die Bachforelle (Salmo trutta), die Groppe (Cottus gobio) und die Bachschmerle (Barbatula barbatula) vor. Die invasive Kanadische Wasserpest (Elodea canadensis) breitet sich in weiten Bereichen aus. Chemisch ist die Moosach vor allem mit Quecksilber belastet.